# Schmuckpitta
Die Schmuckpitta (Pitta elegans) ist ein Sperlingsvogel aus der Gattung Pitta innerhalb der Familie der Pittas (Pittidae). Sie kommt in der indonesischen Inselwelt und dem Malaiischen Archipel vor. Es werden in dem großen Verbreitungsgebiet mehrere Unterarten unterschieden, die sich durch die Färbung der Kappe, der Körperseiten und des Unterbauchs unterscheiden.
Die Bestandssituation der Schmuckpitta wird von der IUCN mit ungefährdet (least concern) eingestuft.

## Beschreibung

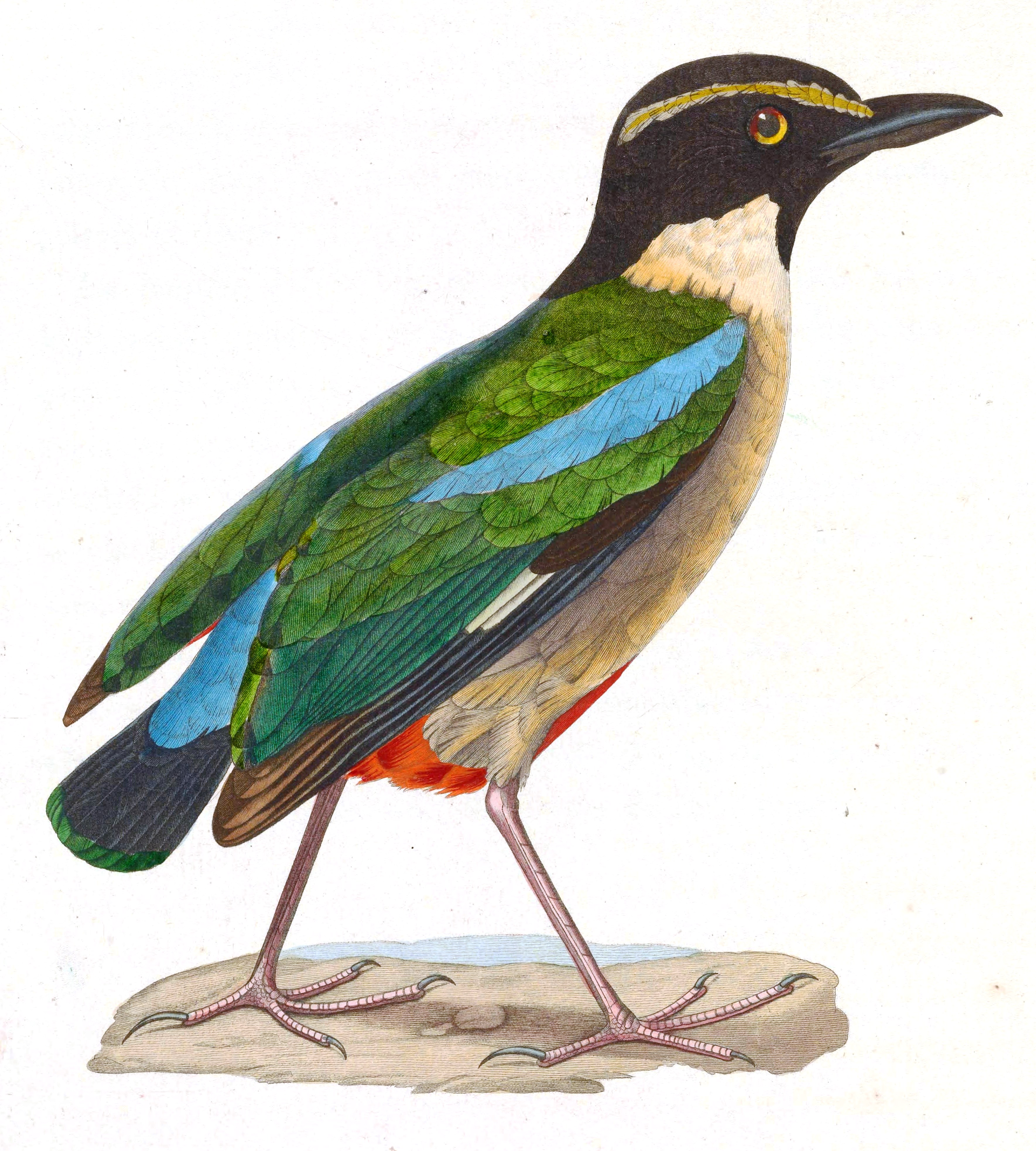
Männchen (historische Darstellung, 1838)

Die Schmuckpitta erreicht eine Länge von 18 bis 19 Zentimetern und ein Gewicht von 47 bis 77 Gramm. Die Körperform ist typisch für Arten aus der Familie der Pittas. Die Beine sind hoch und kräftig. Der Stummelschwanz wirkt wie abgeschnitten. Der Schnabel ist mittellang und geringfügig nach unten gebogen. Der Kopf ist in Proportion zum Körper groß, der Hals dagegen so kurz, dass die Schmuckpitta die für Pittas typische gedrungene Gestalt hat. Die Flügel sind kurz und abgerundet. Sie ragen knapp über die Steuerfedern hinaus.
Die Haube und der Nacken sind samtig schwarz und von einem blass isabellfarbenen Streifen eingefasst, der vom Schnabel bis in den Nacken verläuft. Der übrige Kopf ist schwarz. Die Körperoberseite ist grün, wobei der Bürzel türkisfarben schimmert. Die Handschwingen sind schwarz mit braunen Federspitzen und einem größeren Weißanteil auf der vierten bis achten Handschwinge. Die neunte und zehnte Handschwinge weisen Weiß nur auf der Innenfahne auf. Die Armschwingen sind dagegen schwarz mit grünen Federsäumen. Während die großen und mittleren Federdecken grün wie der Rücken sind, glänzen die kleinen Flügeldecken türkisblau.
Das Kinn und die Kehle sind schwarz, die untere Kehle und die Halsseiten sind weißlich. Die übrige Körperunterseite ist zimtfarben, wobei der Farbton auf Brust und Flanken etwas dunkler ist. Auf dem Oberbauch befindet sich ein rotbrauner Fleck, der auf dem Unterbauch in ein leuchtendes Rot übergeht. Die Unterschwanzdecken sind scharlachrot, das Schwanzgefieder ist schwarz mit grünen Federspitzen.

## Verwechslungsmöglichkeiten
Es kommen im Verbreitungsgebiet der Schmuckpitta mehrere andere Pitta-Arten vor, mit der sie verwechselt werden kann. Die Lärmpitta hat einen braunen Scheitel mit einer schwarzen Linie auf der Scheitelmitte. Die Schwarzgesichtpitta hat wie die Schmuckpitta einen schwarzen Kopf, allerdings haben die Scheitelfedern kastanienbraune Spitzen. Die Bengalenpitta, die Große Blauflügelpitta, die Kleine Blauflügelpitta und die Nymphenpitta haben weiße Kehlen. Die Regenbogenpitta ist auf der Körperunterseite vollständig schwarz.

## Verbreitungsgebiet und Lebensraum
Die Schmuckpitta kommt auf den Molukken, Sulawesi, den Kleinen Sundainseln und auf Inseln in der Nähe von Bali vor. Die einzelnen Unterarten kommen in folgenden Regionen vor:
- P. e. concinna – Gould, 1857 – Kleine Sundainseln (Nusa Penida, Lombok, Sumbawa, Flores, Adonara, Lembata und Alor).
- P. e. maria – E. J. O. Hartert, 1896 – Sumba
- P. e. virginalis – E. J. O. Hartert, 1896 – Süden von Sulawesi (Tanahjampea, Kalao und Kalaotoa).
- P. e. elegans – Temminck, 1836 – Semau, Timor, Kisar, möglicherweise auch Roti; als nichtbrütende Vögel auch auf Rang und Tahulandang im Norden von Sulawesi, Ternate, Banggai, die Sula-Inseln und Teile der Molukken (Buru, Boano, Seram).
- P. e. vigorsii – Gould, 1838 – Süden der Molukken (Banda, Kasiui, Kur, Tiur), Kai-Inseln und Osten der Kleinen Sundainseln (Damar, Babar); auch auf Seram und den Tanimbarinseln schon beobachtet.

Der Lebensraum sind Wälder, Waldränder, kleine Waldgebiete entlang von Fließgewässern und Dickichte bis in Höhenlagen von 1000 Metern.

## Lebensweise
Die Schmuckpitta ist bislang wenig erforscht. Vermutlich umfasst ihr Nahrungsspektrum überwiegend Insekten. Auf Timor untersuchte Vögel hatten zahlreiche kleine Käfer in ihren Mägen. Auf Sumbawa beobachtete Schmuckpittas suchten häufiger in Gesellschaft von Graukappen-Glanztauben nach Nahrung. Ungewöhnlich für Pittas ist, dass sie bei Störungen auffliegen und nicht zu Fuß Schutz in der Deckung suchen. Johannes Erritzøe et al. führen dies darauf zurück, dass sie in etwas schütteren Wäldern als andere Pittas lebt. Das Gelege besteht aus zwei bis drei Eiern.

## Einzelbelege
1. 1 2  Handbook of the Birds of the World zur Schmuckpitta (Memento des Originals vom 21. April 2021 im Internet Archive)  Info: Der Archivlink wurde automatisch eingesetzt und noch nicht geprüft. Bitte prüfe Original- und Archivlink gemäß Anleitung und entferne dann diesen Hinweis., aufgerufen am 15. Juni 2017
2. 1 2   Erritzoe & Erritzoe: Pittas of the World. S. 149.
3. 1 2 3   Erritzoe & Erritzoe: Pittas of the World. S. 150.
4. ↑   Erritzoe & Erritzoe: Pittas of the World. S. 151.